# Tres Encinos, Martínez de la Torre
Tres Encinos är en ort i Mexiko.   Den ligger i kommunen Martínez de la Torre och delstaten Veracruz, i den sydöstra delen av landet, 230 km öster om huvudstaden Mexico City. Tres Encinos ligger 62 meter över havet och antalet invånare är 258.
Terrängen runt Tres Encinos är platt. Runt Tres Encinos är det ganska tätbefolkat, med 222 invånare per kvadratkilometer. Närmaste större samhälle är Martínez de la Torre, 5,9 km sydväst om Tres Encinos. Omgivningarna runt Tres Encinos är en mosaik av jordbruksmark och naturlig växtlighet.